# Station Dreux
Station Dreux is een spoorwegstation aan de spoorlijn Saint-Cyr - Surdon. Het ligt in de Franse gemeente Dreux in het departement Eure-et-Loir (Centre-Val de Loire).

## Geschiedenis
Het station werd op 15 juni 1864 geopend door de Compagnie des chemins de fer de l'Ouest bij de opening van de sectie Saint-Cyr - Dreux. Op 2 augustus 1873 werd het station het eindpunt van de Chartres - Dreux. Sinds zijn oprichting is het station eigendom van de Société nationale des chemins de fer français (SNCF).

## Ligging
Het station ligt op kilometerpunt 81,181 van de spoorlijn Saint-Cyr - Surdon, kilometerpunt 42,545 van de spoorlijn Chartres - Dreux, kilometerpunt 1,347 van de gedeeltelijk gesloten spoorlijn Dreux - Saint-Aubin-du-Vieil-Évreux en kilometerpunt 49,214 van de in zijn geheel gesloten spoorlijn Auneau-Ville - Dreux.

## Diensten
Het station wordt aangedaan door treinen van Transilien lijn N tussen Paris-Montparnasse en dit station, waarvan bepaalde treinen sneltrein zijn. Ook doen Intercités en TER-treinen Paris-Montparnasse en Argentan of Granville het station aan. Ook doen TER Centre-bussen naar Orléans het station aan.

## Vorige en volgende stations
| Richting | Vorig station | Lijn    | Volgend station    | Richting           |
| -------- | ------------- | ------- | ------------------ | ------------------ |
| Eindpunt | Eindpunt      | Trans N | Marchezais - Broué | Paris-Montparnasse |
| Eindpunt | Eindpunt      | Trans N | Houdan             | Paris-Montparnasse |